# Viromanduos
Los viromanduos (en latín, Viromandui) fueron un pueblo de la Galia Celta. César dice que en el 57 a. C. podían movilizar 10 000 hombres armados, pero parece que se refería a los que podían mover en conjunto con los veliocases. Los viromanduos, aliados de los nervios y los atrebates, atacaron a César en la región del río Sabe y fueron derrotados por las legiones XI y VIII.
Su territorio limitaba por el oeste con los ambianos y los atrebates, con los suesiones al sur y con los nervios al norte. Su ciudad principal fue (ya bajo dominio romano) Augusta Veromanduorum (San Quintín o Saint Quentin) a orillas del Somme (departamento del Aisne). Al final del imperio se menciona una Civitas Veromandorum.
Dieron nombre a la región histórica del Vermandois y al condado de Vermandois.